# 局域网消息传送
局域网消息传送是一个基于同步通信的即时消息程序，用于在一个单独的局域网（LAN）。
许多局域网消息传送工具提供了基本的功能，如发送私人邮件，文件传输，聊天室和图形表情。使用一个简单的局域网消息传送工具与使用一个基于常规的即时通讯软件的优点是在没有激活的Internet连接的情况下也可正常使用，但必须在防火墙里设为此用户拥有对系统的访问权限。